# 汀溪镇
汀溪镇是中国福建省厦门市同安区下辖的一个镇。

## 行政区划
汀溪镇共辖13个行政村，分别是：
隘头村、路下村、褒美村、古坑村、西源村、荏畲村、顶村村、堤内村、半岭村、前格村、五峰村、汪前村、造水村。